# إميلي غروسمان
إميلي غروسمان (بالإنجليزية: Emily Grossman)‏ هي عالمة وراثة بريطانية، ولدت في 7 يوليو 1978.

## وصلات خارجية
- الموقع الرسمي